# Liste der Bodendenkmäler in Tiefenbach (bei Passau)
Auf dieser Seite sind die Bodendenkmäler in der niederbayerischen Gemeinde Tiefenbach zusammengestellt. Diese Tabelle ist eine Teilliste der Liste der Bodendenkmäler in Bayern. Grundlage ist die Bayerische Denkmalliste, die auf Basis des Bayerischen Denkmalschutzgesetzes vom 1. Oktober 1973 erstmals erstellt wurde und seither durch das Bayerische Landesamt für Denkmalpflege geführt wird. Die folgenden Angaben ersetzen nicht die rechtsverbindliche Auskunft der Denkmalschutzbehörde.

## Bodendenkmäler der Gemeinde Tiefenbach

### Bodendenkmäler in der Gemarkung Haselbach
| Lage                 | Objekt | Akten-Nr.     | Bild |
| -------------------- | --- | ------------- | ---- |
| Haselbach (Standort) | Siedlung des Spätneolithikums (Chamer Gruppe). | D-2-7346-0019 |      |
| Haselbach (Standort) | Siedlung des Mittelneolithikums (Gruppe Oberlauterbach) und der späten Latènezeit.                                                                       | D-2-7346-0020 |      |
| Haselbach (Standort) | Untertägige mittelalterliche und frühneuzeitliche Befunde und Funde im Bereich des ehemaligen Hofmarkschlosses von Haselbach und seiner Vorgängerbauten. | D-2-7346-0064 |      |

### Bodendenkmäler in der Gemarkung Kirchberg
| Lage                 | Objekt | Akten-Nr.     | Bild |
| -------------------- | --- | ------------- | ---- |
| Kirchberg (Standort) | Untertägige spätmittelalterliche und frühneuzeitliche Befunde und Funde im Bereich der katholischen Pfarrkirche St. Johannes der Täufer in Kirchberg vorm Wald und ihrer Vorgängerbauten. | D-2-7345-0063 |      |
| Kirchberg (Standort) | Station des Mesolithikums. Siedlung des Mittelneolithikums (Gruppe Oberlauterbach), des Spätneolithikums (Chamer Gruppe), der frühen Bronzezeit und der späten Latènezeit.                | D-2-7346-0021 |      |
| Kirchberg (Standort) | Siedlung des Spätneolithikums und der späten Latènezeit. | D-2-7346-0022 |      |
| Kirchberg (Standort) | Siedlung des Spätneolithikums (Chamer Gruppe). | D-2-7346-0023 |      |
| Kirchberg (Standort) | Untertägige spätmittelalterliche und frühneuzeitliche Befunde und Funde im Bereich des ehemaligen Hofmarkschlosses Hörmannsberg und seiner Vorgängerbauten.                               | D-2-7346-0069 |      |

### Bodendenkmäler in der Gemarkung Ruderting
| Lage                 | Objekt                      | Akten-Nr.     | Bild |
| -------------------- | --------------------------- | ------------- | ---- |
| Ruderting (Standort) | Siedlung der Chamer Gruppe. | D-2-7346-0172 |      |

### Bodendenkmäler in der Gemarkung Tiefenbach
| Lage                  | Objekt | Akten-Nr.     | Bild |
| --------------------- | --- | ------------- | ---- |
| Tiefenbach (Standort) | Burgstall des späten Mittelalters und der frühen Neuzeit („Weideneck“). | D-2-7346-0024 |      |
| Tiefenbach (Standort) | Siedlung des Spätneolithikums. | D-2-7346-0025 |      |
| Tiefenbach (Standort) | Siedlung des Mittelneolithikums (Stichbandkeramik), des Spätneolithikums (Chamer Gruppe), der späten Latènezeit und des Mittelalters.                                                                    | D-2-7346-0026 |      |
| Tiefenbach (Standort) | Siedlung oder Köhlerei vor- und frühgeschichtlicher Zeitstellung. | D-2-7346-0027 |      |
| Tiefenbach (Standort) | Spätmittelalterlich-frühneuzeitlicher Erdstall oder Wassergang. | D-2-7346-0085 |      |
| Tiefenbach (Standort) | Untertägige mittelalterliche und frühneuzeitliche Befunde und Funde im Bereich der katholischen Pfarrkirche St. Margareta von Tiefenbach und ihrer Vorgängerbauten sowie der abgegangenen Seelenkapelle. | D-2-7346-0093 |      |